# Piazza Mosca (San Pietroburgo)
'Piazza Mosca (in russo Московская площадь?, Moskovskaja ploščad) è una delle principali della città russa di San Pietroburgo; è circondata da alberi e adornata con numerose fontane, al suo centro è decorata con piccole fioriere e da una imponente statua di Lenin alta 16 metri, eretta nel 1970 per commemorare il centenario della nascita del rivoluzionario russo, opera dello scultore Michail Anikušin e dell'architetto Valentin Aleksandrovič Kamenskij cui fa da sfondo la Casa dei Soviet.